# XII. SS-Armeekorps
Das XII. SS-Armeekorps war ein Großverband der Waffen-SS im Zweiten Weltkrieg. Es bestand aus einem Generalkommando, dem verschiedene Wehrmacht- oder SS-Divisionen unterstellt wurden, und kam in den Jahren 1944 und 1945 an verschiedenen Fronten zum Einsatz.

## Geschichte
Das XII. SS-Armeekorps der Waffen-SS wurde am 1. August 1944 in Schlesien aus den Resten der Kampfgruppe von Gottberg und des LIII. Armeekorps aufgestellt und anschließend der 3. Panzerarmee unterstellt. Ab September 1944 wurde es bei der 1. Fallschirm-Armee im Westen eingesetzt, später bei der 15. Armee am Westwall und der Rurfront. Das Korps wurde im April 1945 im Ruhrkessel aufgerieben und vernichtet.

## Kommandierende Generale
- 1. August 1944 SS-Obergruppenführer und General der Waffen-SS Matthias Kleinheisterkamp
- 6. August 1944 SS-Obergruppenführer und General der Waffen-SS Curt von Gottberg
- 18. Oktober 1944 SS-Obergruppenführer und General der Waffen-SS Karl Maria Demelhuber
- 20. Oktober 1944 General der Infanterie Günther Blumentritt
- 20. Januar 1945 Generalleutnant Fritz Bayerlein
- 29. Januar 1945 Generalleutnant Eduard Crasemann

## Gliederung
Zum 16. September 1944
- 548. Grenadier-Division
- 7. Panzer-Division

Zum 1. März 1945
- 176. Infanterie-Division
- 183. Volksgrenadier-Division
- 338. Infanterie-Division
- Panzer-Lehr-Division